# Cincinnati Open 2009

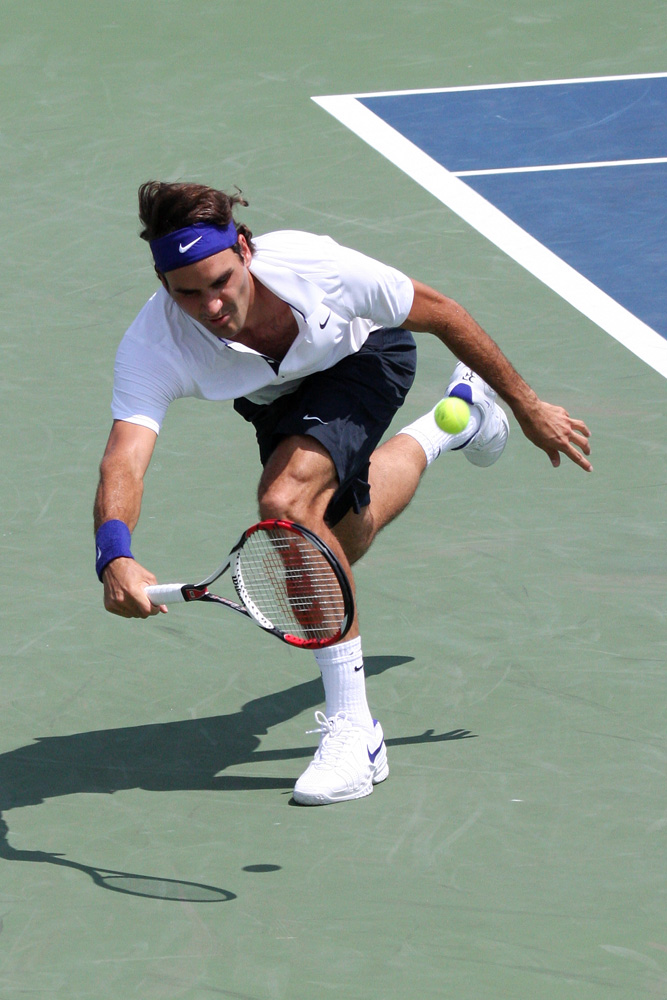
Il vincitore del torneo maschile Roger Federer

Il Cincinnati Open 2009 (conosciuto anche come Western & Southern Financial Group Masters e Western & Southern Financial Group Women's Open per motivi di sponsorizzazione) è stato un torneo di tennis giocato sul cemento. È stata la 108ª edizione del Cincinnati Masters, che fa parte della categoria ATP Masters Series nell'ambito dell'ATP World Tour 2009, e della categoria Premier nell'ambito del WTA Tour 2009. Sia il torneo maschile che quello femminile si sono giocati al Lindner Family Tennis Center di Mason (Ohio), vicino a Cincinnati in Ohio negli USA. Il torneo maschile si è giocato dal 17 al 23 agosto, quello femminile dal 10 al 16 agosto 2009. È stato il 3° evento femminile e il 5° evento maschile delle US Open Series 2009. Kim Clijsters è rientrata in questo torneo dopo un lungo stop, beneficiando di una wildcard.

## Partecipanti WTA

### Teste di serie
| Nazionalità | Giocatrice          | Ranking1 | Testa di serie |
| ----------- | ------------------- | -------- | -------------- |
| Russia      | Dinara Safina       | 1        | 1              |
| Stati Uniti | Serena Williams     | 2        | 2              |
| Stati Uniti | Venus Williams      | 3        | 3              |
| Russia      | Elena Dement'eva    | 4        | 4              |
| Serbia      | Jelena Janković     | 5        | 5              |
| Russia      | Svetlana Kuznecova  | 6        | 6              |
| Russia      | Vera Zvonarëva      | 7        | 7              |
| Danimarca   | Caroline Wozniacki  | 8        | 8              |
| Bielorussia | Viktoryja Azaranka  | 9        | 9              |
| Russia      | Nadia Petrova       | 10       | 10             |
| Serbia      | Ana Ivanović        | 11       | 11             |
| Francia     | Marion Bartoli      | 12       | 12             |
| Polonia     | Agnieszka Radwańska | 13       | 13             |
| Italia      | Flavia Pennetta     | 14       | 14             |
| Slovacchia  | Dominika Cibulková  | 16       | 15             |
| Francia     | Virginie Razzano    | 18       | 16             |

- 1 Ranking all'8 agosto 2009

### Altre partecipanti
Giocatrici che hanno ricevuto una wild card per entrare nel tabellone principale:
- Kim Clijsters
- Meghann Shaughnessy
- Marija Kirilenko

Giocatrici passate dalle qualificazioni:

- Tatjana Maria
- Jaroslava Švedova
- Yanina Wickmayer
- Kateryna Bondarenko
- Melanie Oudin
- Ol'ga Govorcova
- Ayumi Morita
- Urszula Radwańska

## Partecipanti ATP

### Teste di serie
| Nazionalità | Giocatore             | Ranking1 | Testa di serie |
| ----------- | --------------------- | -------- | -------------- |
| Svizzera    | Roger Federer         | 1        | 1              |
| Spagna      | Rafael Nadal          | 2        | 2              |
| Regno Unito | Andy Murray           | 3        | 3              |
| Serbia      | Novak Đoković         | 4        | 4              |
| Stati Uniti | Andy Roddick          | 5        | 5              |
| Argentina   | Juan Martín del Potro | 6        | 6              |
| Francia     | Jo-Wilfried Tsonga    | 7        | 7              |
| Russia      | Nikolaj Davydenko     | 8        | 8              |
| Francia     | Gilles Simon          | 9        | 9              |
| Cile        | Fernando González     | 10       | 10             |
| Spagna      | Fernando Verdasco     | 11       | 11             |
| Svezia      | Robin Söderling       | 12       | 12             |
| Francia     | Gaël Monfils          | 13       | 13             |
| Croazia     | Marin Čilić           | 15       | 14             |
| Spagna      | Tommy Robredo         | 16       | 15             |
| Rep. Ceca   | Radek Štěpánek        | 17       | 16             |

- Ranking al 10 agosto 2009
- David Nalbandian è l'unico giocatore della top twenty che non ha partecipato.

### Altri partecipanti
Giocatori che hanno ricevuto una wild card per entrare nel tabellone principale:
- Robby Ginepri
- John Isner
- Wayne Odesnik
- Marat Safin

Giocatori passati dalle qualificazioni:

- Simone Bolelli
- Chris Guccione
- Jan Hernych
- Łukasz Kubot
- Ivan Ljubičić
- Lu Yen-hsun
- Michail Južnyj

Giocatori lucky loser:
- Julien Benneteau

## Campioni

### Singolare maschile
Roger Federer ha battuto in finale  Novak Đoković con il punteggio di 6–1, 7–5.

### Singolare femminile
Jelena Janković ha battuto in finale  Dinara Safina con il punteggio di 6–4, 6–2.

### Doppio maschile
Daniel Nestor /  Nenad Zimonjić hanno battuto in finale  Bob Bryan /  Mike Bryan con il punteggio di 3–6, 7–6(2), [15–13].

### Doppio femminile
Cara Black /  Liezel Huber hanno battuto in finale  Nuria Llagostera Vives /  María José Martínez Sánchez con il punteggio di 6–3, 0–6, 10–2.